# Palazzo degli Alberti
Palazzo degli Alberti è uno storico palazzo gentilizio di Prato, situato nel centro della città, nell'isolato fra via Banchelli, via Rinaldesca e via dell'Altopascio. Sede storica della Cassa di Risparmio di Prato, del gruppo Banca Popolare di Vicenza, e ad ora invece del gruppo Intesa Sanpaolo, qui l'istituto bancario ha collocato e aperto al pubblico la sua notevole raccolta d'arte.
Tradizionalmente detto "Il casone degli Alberti" ha l'ingresso sulla piccola piazza che si apre su via Rinaldesca.

## Storia
Il palazzo ha origini duecentesche: sulla facciata si possono ancora vedere tracce di loggiati ed aperture, poi chiuse, in pietra alberese, che risalgono a quel periodo.
L'aspetto attuale della facciata riporta a ristrutturazioni ed ampliamenti eseguiti nel periodo che va dalla fine del Quattrocento all'inizio del Cinquecento: il portale e le finestre centinate a bugnato, le due cornici a dentelli che la adornano ne sono una testimonianza. Sullo spigolo del palazzo, in alto a destra è visibile uno stemma in pietra della famiglia dei Bardi di Vernio, ai quali appartenne per esempio Contessina de' Bardi, la moglie di Cosimo de' Medici.
La "Cassa di Risparmio di Prato", fondata nel 1830, trasferì la sua sede nel palazzo nel 1870; negli anni successivi il palazzo fu restaurato ed ampliato fino ad assumere l'estensione odierna.

## La galleria

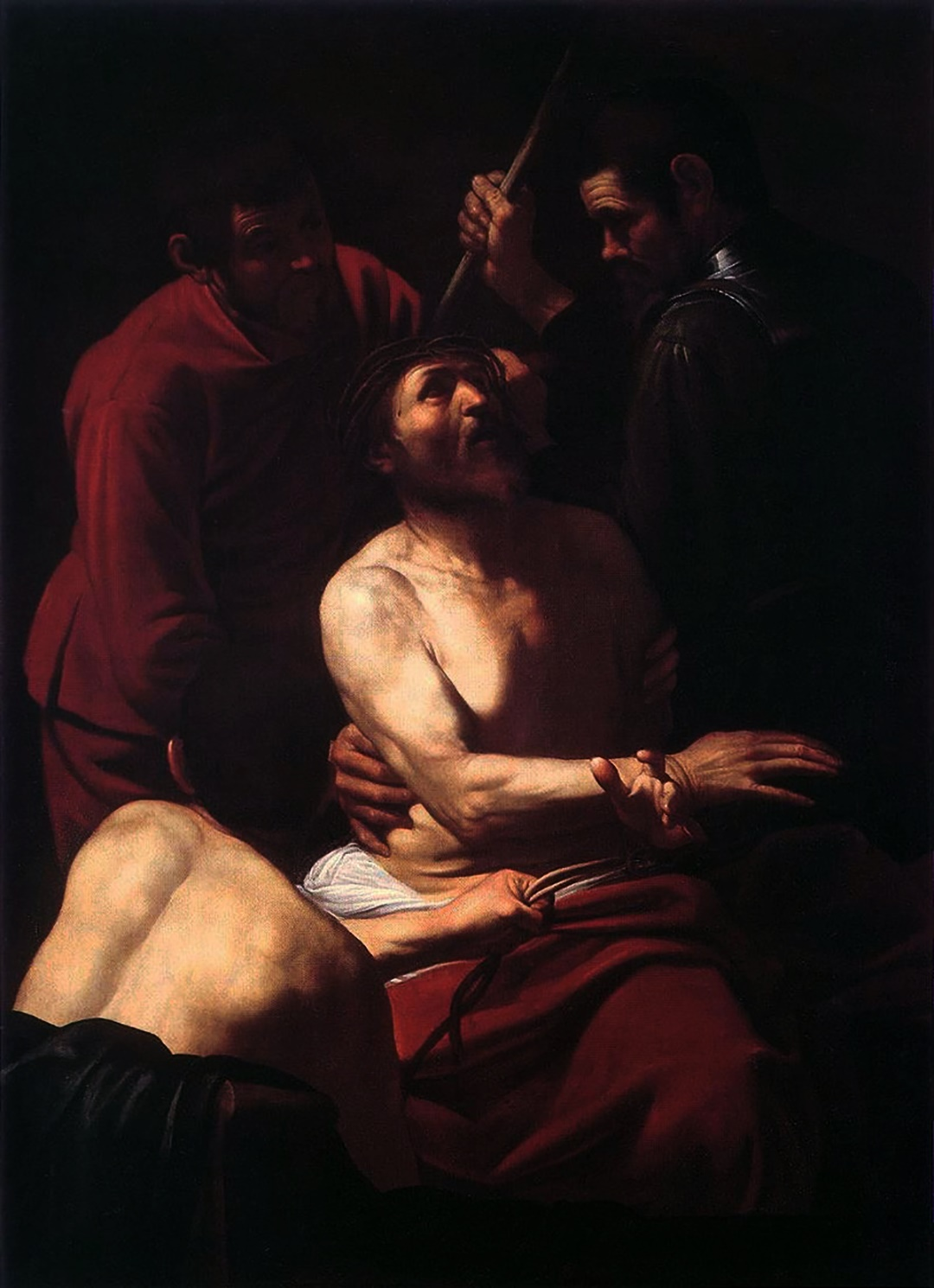
La Coronazione di spine di Caravaggio

All'interno del palazzo si trova anche la "Galleria di Palazzo degli Alberti", che raccoglie la ricca collezione di quadri e sculture che la Cassa di Risparmio ha acquistato nel corso degli anni.
Recentemente la galleria è stata risistemata al primo piano dell'edificio.
Il nucleo principale è costituito da una preziosa raccolta sul Barocco toscano, con opere dei migliori artisti del Sei-Settecento: Matteo Rosselli (notevole il Mosè salvato dalle acque), Jacopo Vignali, Giovan Battista Vanni, Francesco Furini, con un morbido David e Golia, Giovanni Bilivert, con una sontuosa Angelica e Ruggero, Carlo Dolci, Cesare, Vincenzo e Piero Dandini. Bellissimi ancora la Flora di Giusto Suttermans (dove è ritratta Vittoria della Rovere), dal colore denso e succoso, un bozzetto e una veduta di Livio Mehus, opere del Conti, del Martinelli e del Salvestrini.
Arricchiscono la raccolta alcuni dipinti prestigiosi: la monumentale e drammatica Coronazione di spine (1604 circa) del Caravaggio, scoperta come opera originale solo durante il restauro, una Madonna col Bambino, opera giovanile di Filippo Lippi e uno splendido Crocifisso (1505 circa) di Giovanni Bellini, contemplazione purissima della morte a un passo dalla vita che rinasce, e inoltre opere di Santi di Tito e un notevole gruppo di sculture del pratese Lorenzo Bartolini.
Le tre opere maggiori (Bellini, Lippi e Caravaggio), furono trasferite a Vicenza nel 2010 dalla banca proprietaria odierna della galleria e, pareva al tempo, non fossero destinate a ritornare a Prato. Contro tale decisione, e contro la minaccia di ulteriori trasferimenti di opere d'arte, si sono mobilitati la cittadinanza e la autorità pratesi nel 2013, ottenendo dalla soprintendenza un vincolo sulla collezione e sulla sua ubicazione a Prato.. Le opere sono rientrate nella sede storica della collezione nell'aprile del 2018.
La galleria è aperta al pubblico su appuntamento.

## Altre immagini

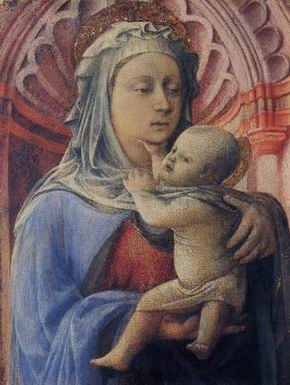
Madonna col bambino, Filippo Lippi
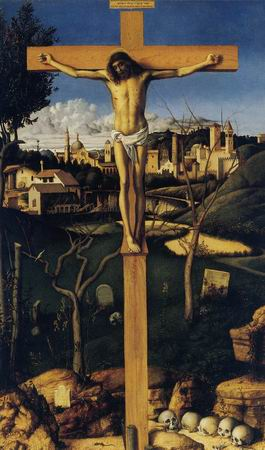
Crocifissione, Giovanni Bellini
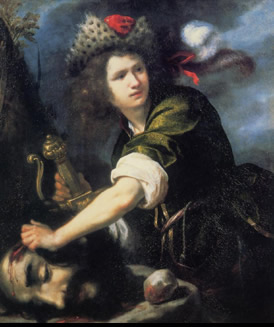
David e Golia, Francesco Furini
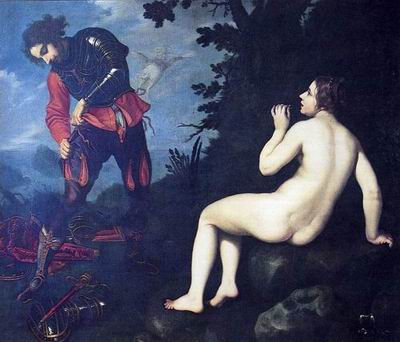
Angelica e Ruggero, Giovanni Bilivert